# Hédenge
Hédenge est un hameau belge de l'ancienne commune d'Autre-Église, situé dans la commune de Ramillies en Brabant wallon.

## Galerie

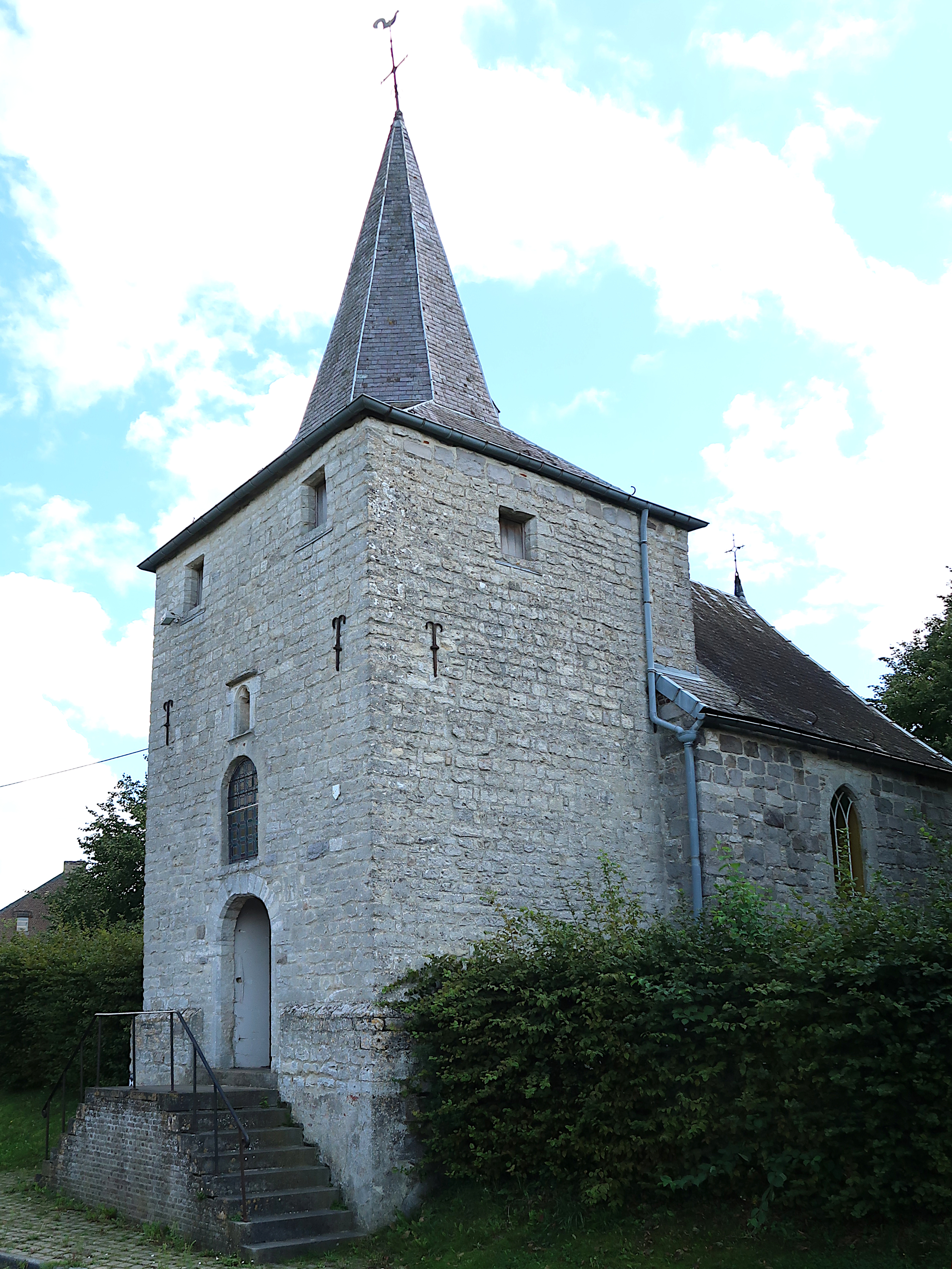
Chapelle Saint-Feuillien remontant au 14e ou 15e siècle
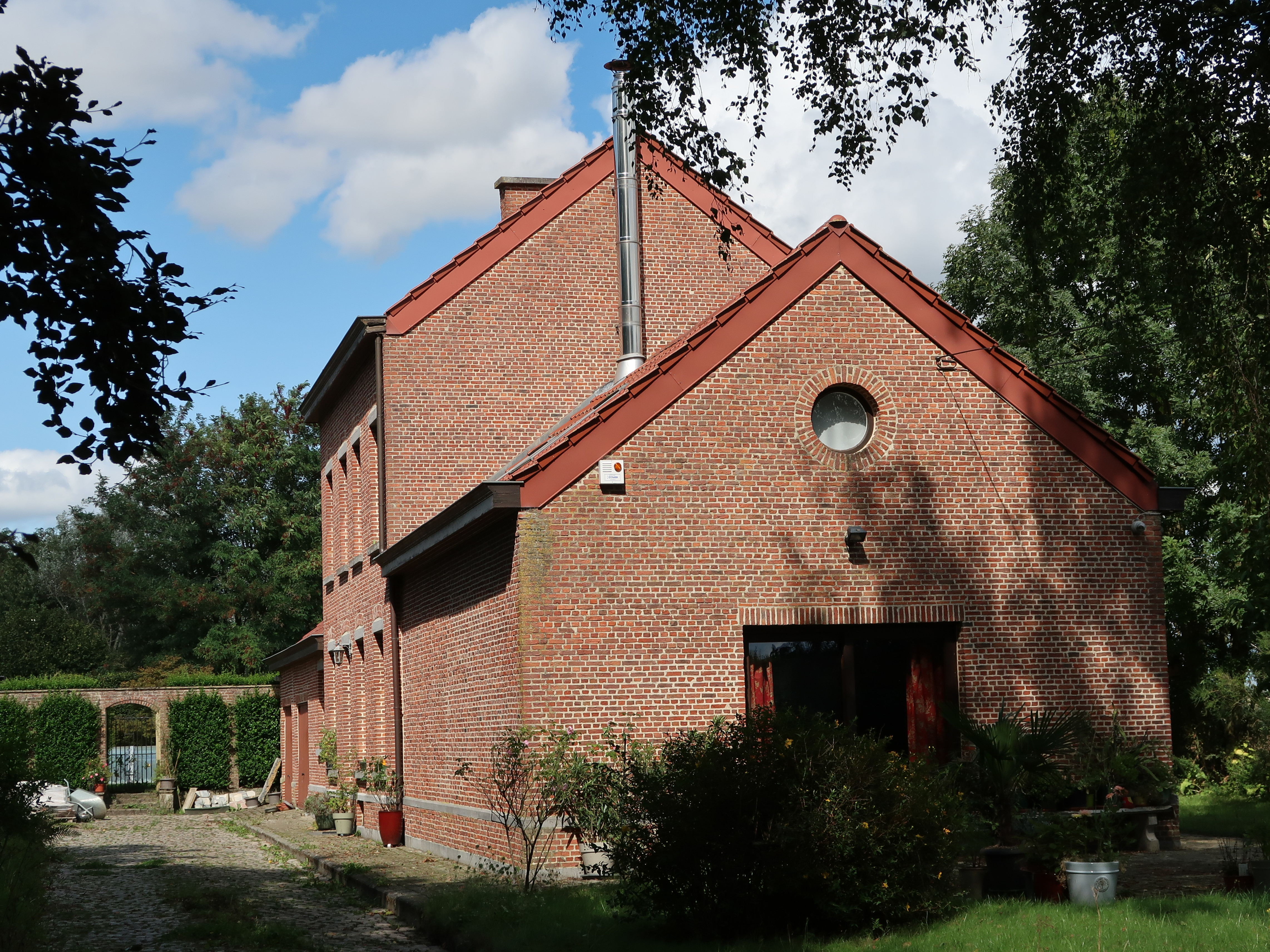
L'ancienne gare d'Hédenge de 1895
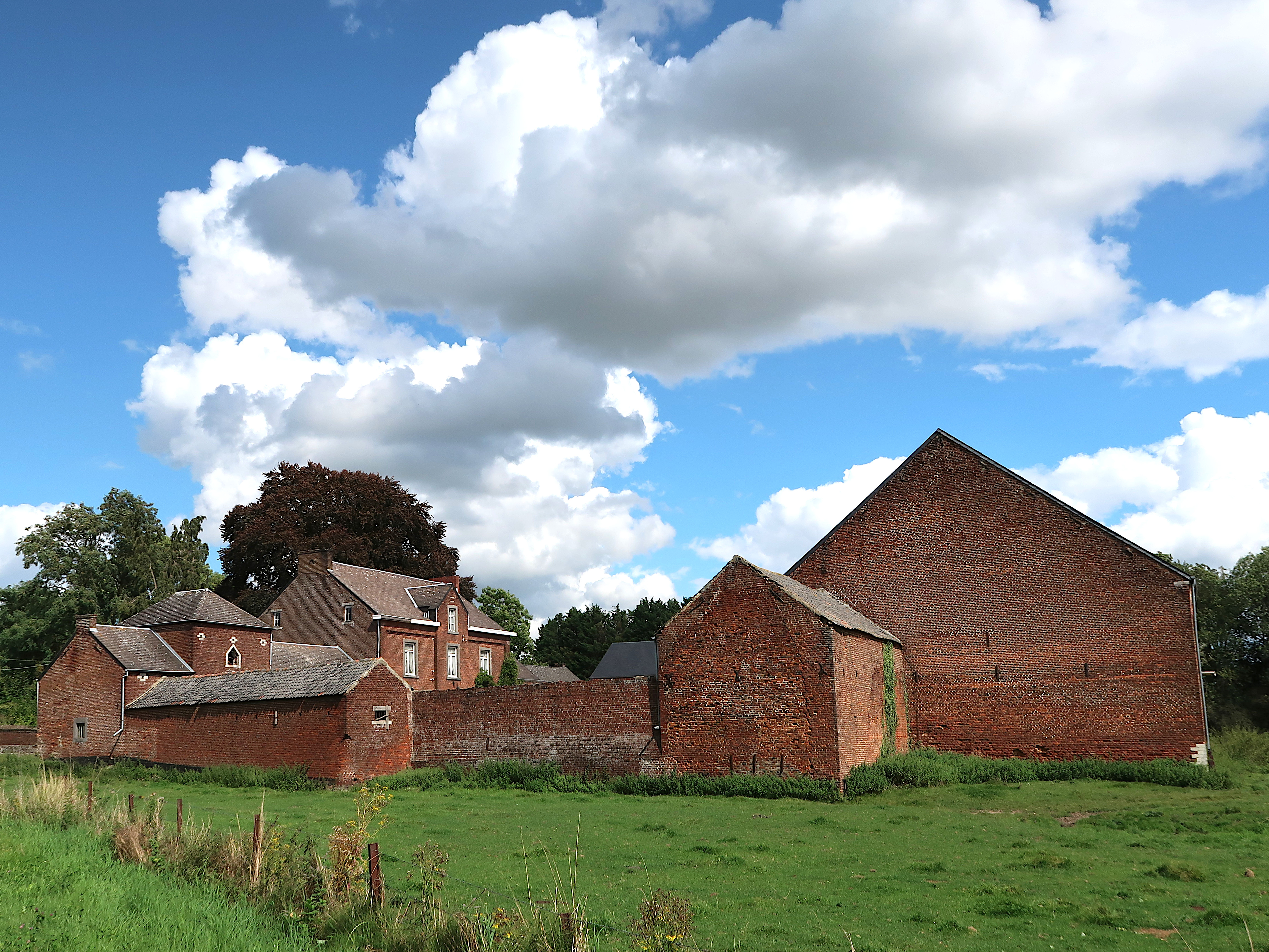
Ferme de Becquevoort de 1749
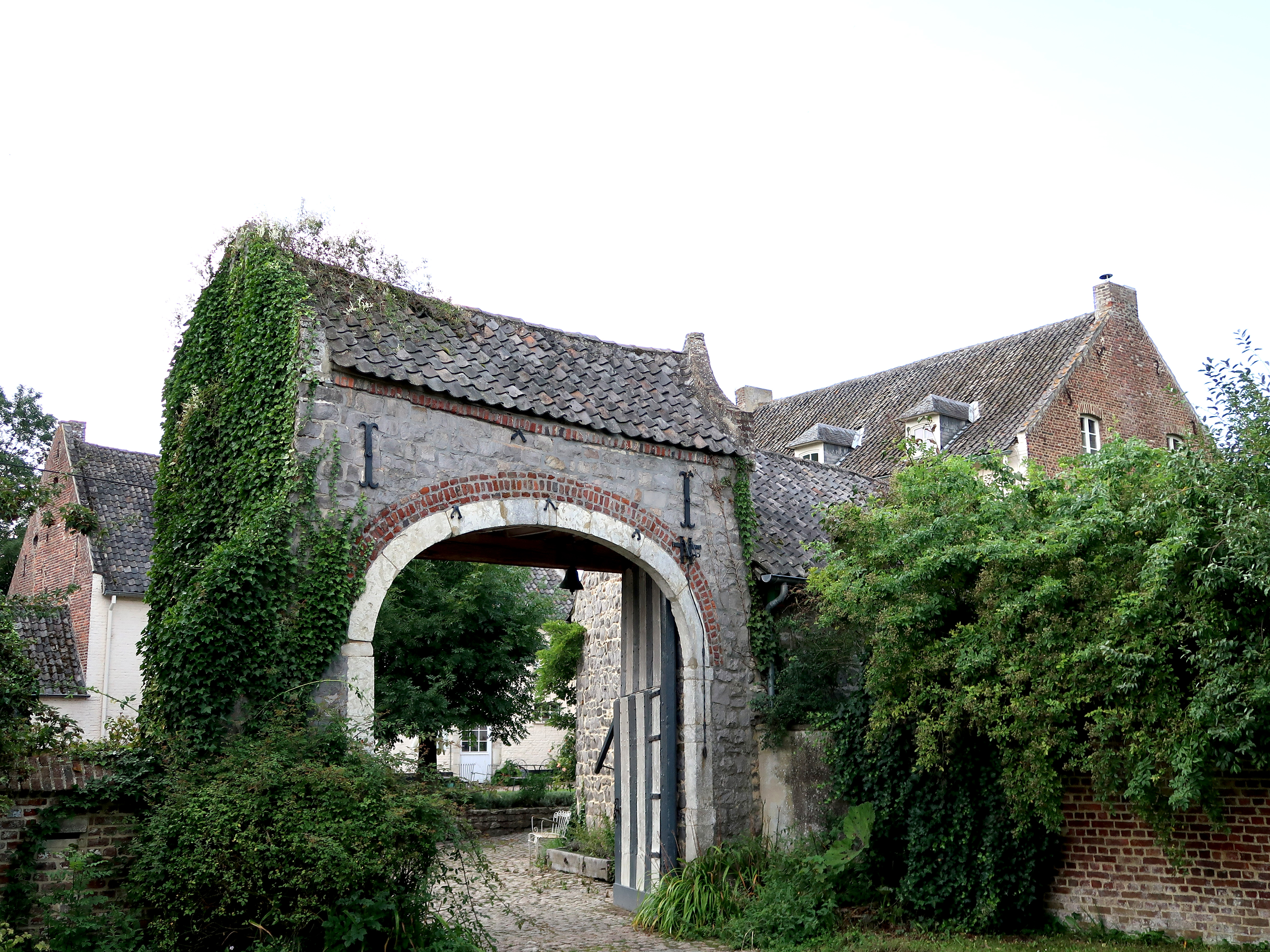
Ferme du Vicaire du 18e siècle